# ファミリー・アフェア (小説)
『ファミリー・アフェア』は、村上春樹の短編小説。

## 概要
| 初出     | 『LEE』（集英社）1985年11月号・12月号   |
| 収録書籍 | 『パン屋再襲撃』（文藝春秋、1986年4月） |

村上はこの短編小説が転機となり、『ノルウェイの森』の登場人物である「小林緑」という現実的な女性を描く事が出来るようになったと述べている。

### 英訳
| タイトル | A Family Affair                                      |
| 翻訳     | ジェイ・ルービン                                     |
| 初出     | 『The Elephant Vanishes』（クノップフ社、1993年3月） |

## あらすじ
「僕」と妹が二人で暮らすようになったのは5年前の春、「僕」が22で妹が18のときだった。両親が、「僕」と一緒に住むのならという条件で妹が東京の大学に出ることを許したのだ。
妹は旅行代理店に就職した年の夏休みに女友だちとアメリカの西海岸に出かけ、そのツアーグループで一緒になった男と親しくなった。男はコンピューター・エンジニアで、名前を渡辺昇といった。
「僕」は妹から「正式にあいさつに行くのについてきてほしい」と言われ、白いワイシャツにネクタイをしめ、目黒にある渡辺昇の実家に行き彼の両親と会った。「僕」の見立てによれば、彼が少なくともこの家の下では父親の権力の支配下にあることは明らかだった。まったくねえ、と「僕」は思う。
それから4か月が経ち、今度は渡辺昇が二人のアパートに夕食を食べに来ることになった。